# Les Années de plomb
Pour la période historique, voir Années de plomb.
Pour plus de détails, voir Fiche technique et Distribution.
Les Années de plomb (Die bleierne Zeit) est un film dramatique allemand réalisé par Margarethe von Trotta, sorti en 1981. Son titre original est une citation du poète Hölderlin qui évoque la couleur grise d'un ciel couvert (Der Gang aufs Land, v. 5-6 : « Trüb ists heut, es schlummern die Gäng und die Gassen und fast will / Mir es scheinen, es sei, als in der bleiernen Zeit. »).
Le film s'inspire des vies de Christiane et Gudrun Ensslin.

## Synopsis
Juliane et Marianne sont deux sœurs qui grandissent dans l'Allemagne d'après-guerre, au sein d'une famille de pasteurs protestants. 
Tandis que Marianne est d'un caractère doux et calme, sa sœur est une jeune rebelle. Elles vont participer au mouvement contestataire étudiant de la fin des années 1960, mais chacune le fait d'une manière différente. Marianne s'engage dans une organisation terroriste d'extrême gauche. Juliane, elle, continue à militer dans la légalité, dans la mouvance féministe, où elle devient rédactrice d'une petite revue. 
Marianne finit par être arrêtée par la police et jugée. Elle est placée en cellule d'isolement. Juliane est la seule personne qui vient lui rendre visite. Un jour, alors qu'elle est en vacances en Italie, Juliane apprend la mort de sa sœur, qui se serait suicidée en prison. Tout comme son père, elle refuse de croire à cette version des faits. Elle mène une enquête approfondie, mais qui n'aboutit à rien, d'autant plus que les groupes politiques qu'elles avaient fréquentés se désintéressent totalement de l'affaire. Elle commence alors à s'occuper du fils de sa sœur, désormais orphelin, qui en veut à sa mère de l'avoir abandonné. Le film se termine quand elle commence à lui raconter ce qu'elle a vécu avec Marianne.

## Fiche technique
- Titre : Les Années de plomb
- Titre original : Die bleierne Zeit
- Réalisation : Margarethe von Trotta
- Scénario : Margarethe von Trotta
- Production : Eberhard Junkersdorf
- Musique : Nicolas Economou
- Photographie : Franz Rath
- Montage : Dagmar Hirtz
- Décors : Barbara Kloth et Georg von Kieseritzky
- Costumes : Monika Hasse et Jorge Jara
- Pays d'origine : Allemagne de l'Ouest
- Format : Couleurs - Mono
- Genre : Drame, historique
- Durée : 106 minutes
- Date de sortie : 1981

## Distribution
- Jutta Lampe : Juliane
- Barbara Sukowa : Marianne
- Rüdiger Vogler : Wolfgang
- Doris Schade : La mère
- Vérénice Rudolph : Sabine
- Luc Bondy : Werner
- Franz Rudnick : Le père

## Distinctions
- Lion d'or et prix FIPRESCI à la Mostra de Venise 1981
- Prix David di Donatello de la meilleure réalisatrice d'un film étranger